# Los Chiriguanos
Los Chiriguanos (también como Doctor Ezequiel Ramos Mejía) es una localidad argentina del Departamento Bermejo, en la provincia de Formosa.
Fundada 20 de agosto de 1932, en el año 2013 el actual Presidente de la Comisión de Fomento cambia la fecha de su fundación por un decreto municipal, pasando hacer el 8 de septiembre, desde entonces cada año se festeja con distintos artistas musicales, tanto local, provincial, nacional como así también internacional. Habiendo también Doma y Jineteada, patio gastronómico con comidas tradicionales durante el día. 
Los Chiriguanos cuenta con una diversa plaza Raúl Toto Caldera.
Una Escuela, moderno colegio provincial, y privado. Casa de la Solidaridad, Centro de Salud, Registro Civil, Centro Integrador Comunitario (CIC). Y una radio municipal, La Voz del Pueblo 106.5, la Subcomisaria y Correo Argentino.
Avenidas importantes como la Néstor Kirchner y 25 de Mayo. 
El H. C. D. Se encuentra en el mismo lugar donde está ubicada la Com de Fto, por la avenida 25 de Mayo.

Se encuentra 408 km al extremo oeste de la ciudad de Formosa, por RN 81.

## Toponimia
Su nombre proviene del grupo étnico Chiriguanos.

## Población
Cuenta con 1,225 habitantes (Indec, 2010), lo que representa un incremento del 32,3% frente a los 926 habitantes (Indec, 2001) del censo anterior.
| Gráfica de evolución demográfica de Los Chiriguanos entre 1991 y 2010 |
|                                                                       |
| Fuente: Censos nacionales del INDEC                                   |